# Лыткин, Всеволод Юрьевич
Всеволод Юрьевич Лыткин (17 января 1967) — лютеранский епископ (c 2007), глава СЕЛЦ. Крещен по лютеранскому обряду в Таллине в 1987 году. С 1991 года начал проповедовать христианство лютеранской традиции в Академгородке. В 1992 году миссия американского Синода Миссури оказывала Всеволоду Лыткину активную поддержку. В 1993 возглавил новосибирскую лютеранскую общину под юрисдикцией ЭЕЛЦ. В 2003 возглавил автономную Сибирскую Евангелическо-Лютеранскую Церковь (до 2007 в качестве епископа-электуса).